# Фрейзер (телесериал)
«Фрейзер» (англ. Frasier) — американский ситком, выходивший на телеканале NBC с 16 сентября 1993 по 13 мая 2004 года. За это время было показано 11 сезонов.
Шоу — спин-офф другого успешного сериала — «Весёлая компания». В главных ролях в сериале снимались Келси Грэммер и Джейн Ливз. Шоу стало самым успешным спин-оффом в истории телевидения и одной из самых успешных комедий как в рейтингах, так и в наградах и номинациях. Шоу выиграло 37 премий «Эмми» и было номинировано на награду более ста раз.
Сериал завершился 13 мая 2004 года, после 11 успешных сезонов. Финальный эпизод смотрело 33,7 млн зрителей, и он стал, таким образом, одним из самых успешных финалов сериалов.

## Актёрский состав
- Келси Грэммер — Фрейзер Крейн
- Джейн Ливз — Дафна Мун
- Дэвид Хайд Пирс — Найлз Крэйн
- Пери Гилпин — Роуз Дойл
- Джон Махони — Мартин Крейн
- Дэн Батлер — Боб «Бульдог» Брискоу (постоянная роль — 4–6 сезоны; специальное появление — 2–3 сезоны; специальный гость — 7 и 9–11 сезоны)

Актёры, исполнившие главные роли, снялись во всех сезонах сериала. Келси Грэммер некоторое время был самым высокооплачиваемым актёром на телевидении, а Джейн Ливз стала самой высокооплачиваемой британской актрисой в США.

## Награды
Фрейзер —  одно из самых успешных шоу в истории телевидения и один из самых оцененных ситкомов всех времен. Шоу выиграло 37 премий «Эмми» и было номинировано на награду более ста раз. Сериал установил рекорд по количеству наград «Эмми» среди комедий и по количеству ежегодных побед в категории Лучшая комедия (шоу получало награду пять лет подряд – с 1994 по 1998 год).
В опросе, проведенным популярным британским каналом «Channel 4» сериал был признан лучшей комедией всех времен.

## Телевизионные рейтинги
| Сезон | Теле-сезон | Ранг | Зрители (В миллионах) |
| 1     | 1993-1994  | # 7  | 15.82                 |
| 2     | 1994-1995  | # 15 | 13.83                 |
| 3     | 1995-1996  | # 11 | 13.04                 |
| 4     | 1996-1997  | # 16 | 11.44                 |
| 5     | 1997-1998  | # 10 | 11.76                 |
| 6     | 1998-1999  | # 3  | 15.5                  |
| 7     | 1999-2000  | # 6  | 20.06                 |
| 8     | 2000-2001  | # 17 | 15.8                  |
| 9     | 2001-2002  | # 16 | 15.0                  |
| 10    | 2002-2003  | # 26 | 12.48                 |
| 11    | 2003-2004  | # 35 | 10.92                 |